# Adeonellopsis portmarina
Adeonellopsis portmarina är en mossdjursart som först beskrevs av Maplestone 1913.  Adeonellopsis portmarina ingår i släktet Adeonellopsis och familjen Adeonidae. Inga underarter finns listade i Catalogue of Life.